# یوگنیا سچنووا
یوگنیا سچنووا (روسی: Евгения Ивановна Сеченова؛ ۱۷ اوت ۱۹۱۸ – ۲۵ ژوئن ۱۹۹۰) دونده سرعت اهل اتحاد جماهیر شوروی سوسیالیستی بود.
وی همچنین برندهٔ جوایزی همچون نشان پرچم سرخ کار شده‌است.
وی در مسابقات کشوری و بین‌المللی در مجموع برندهٔ ۲ مدال طلا، ۲ مدال نقره، ۲ مدال برنز شده‌است.